# Santa Fiora
Santa Fiora település Olaszországban, Toszkána régióban, Grosseto megyében. Lakosainak száma 2490 fő (2023. január 1.). Santa Fiora Abbadia San Salvatore, Arcidosso, Castell’Azzara, Piancastagnaio, Semproniano, Castel del Piano és Roccalbegna községekkel határos.

## Fekvése
Castell’Azzara szomszédjában fekvő település.

## Története

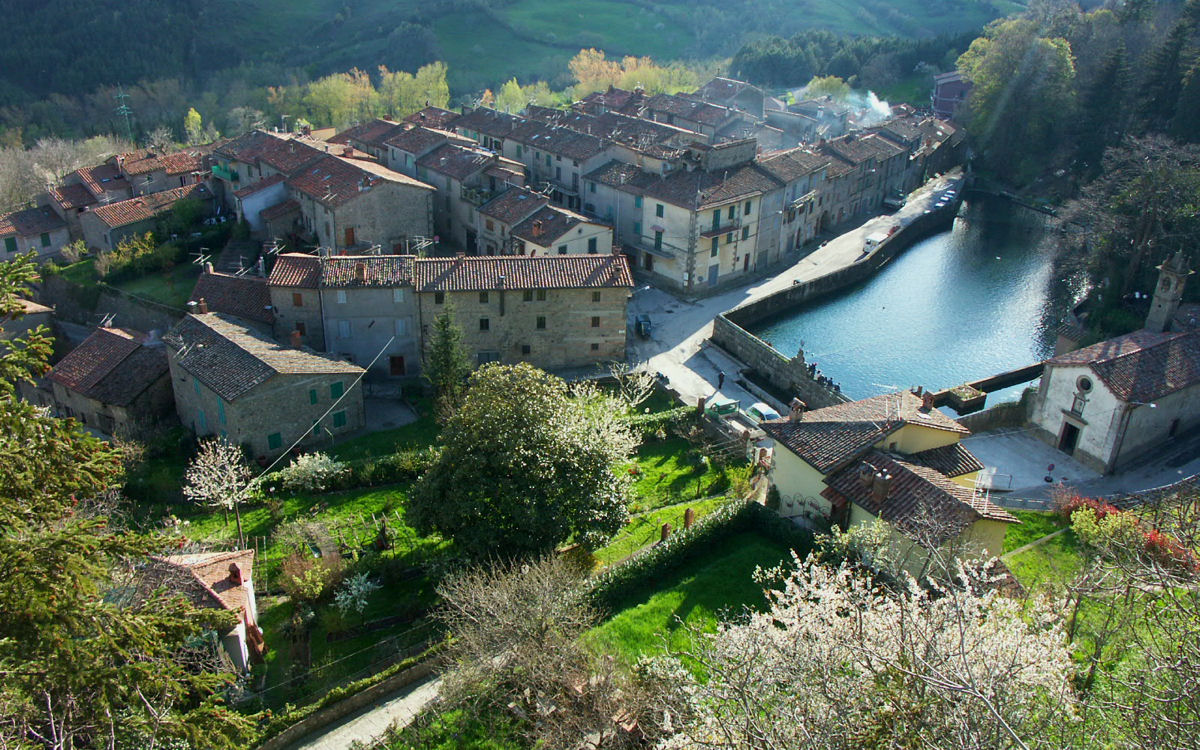

Santa Fiora nevét először 890-ben egy dokumentumban említették először. A tizenegyedik században Santa Fiora urai az Aldobrandeschi család tagjai voltak, akik 1082-ben itt (Castello S. Flore) és  Borgo faluban vár építésébe kezdtek. 1439-ben, Cecilia Aldobrandeschi és Bosio I Sforza házasságával, a vár és a város a Sforza-család kezébe került.
A Santa Fiorán birtokos Sforzák hatalmának tetőpontja Guido Ascanio Sforza di Santa Fiora nevéhez fűződik, aki III. Pál pápához fűződő kapcsolatain keresztül egyre tekintélyesebb politikai pozícióihoz juttatta rokonait. 
A terület jelentős ásványi vagyona a kén- és higanytartalmú cinnabarit.

## Galéria

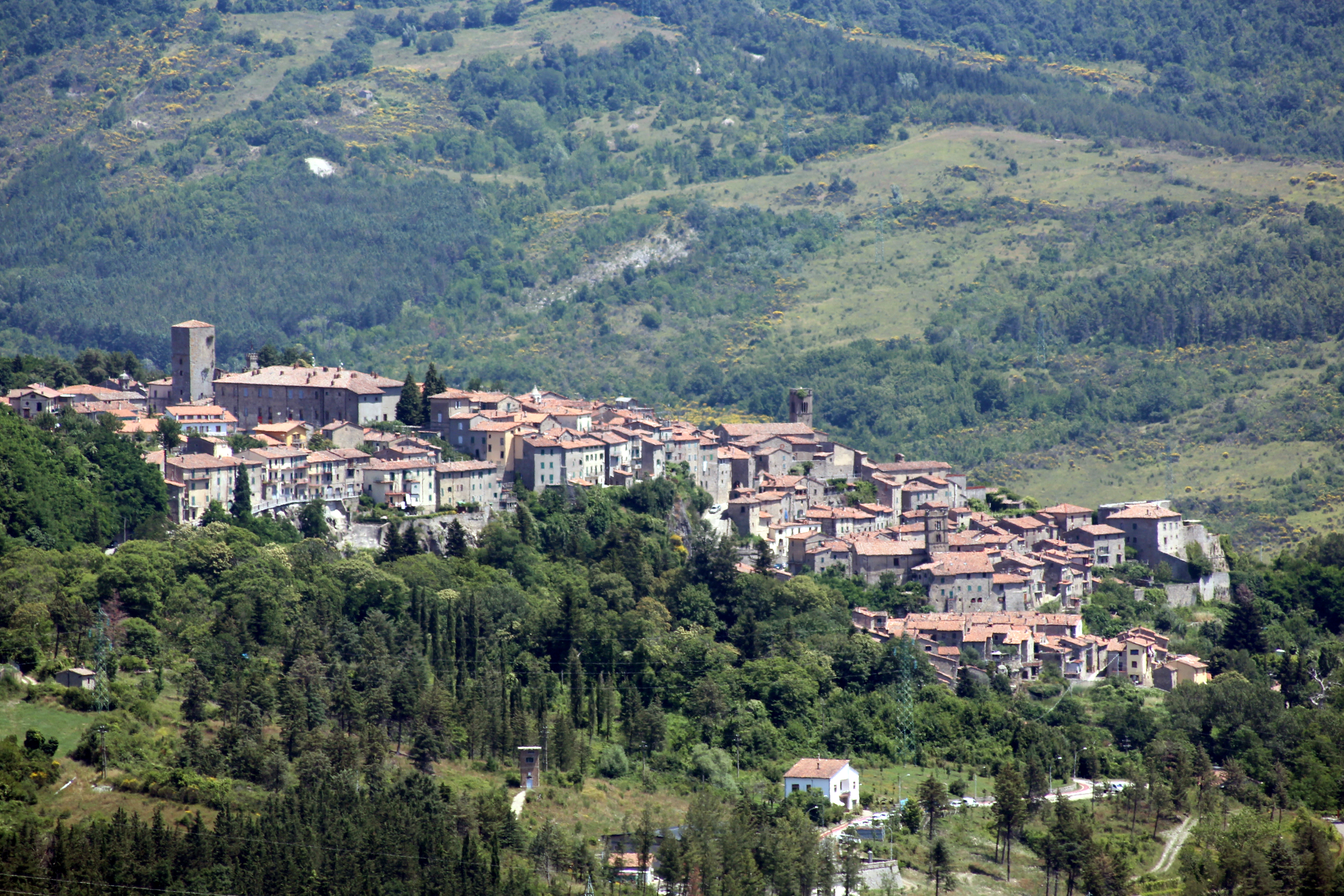
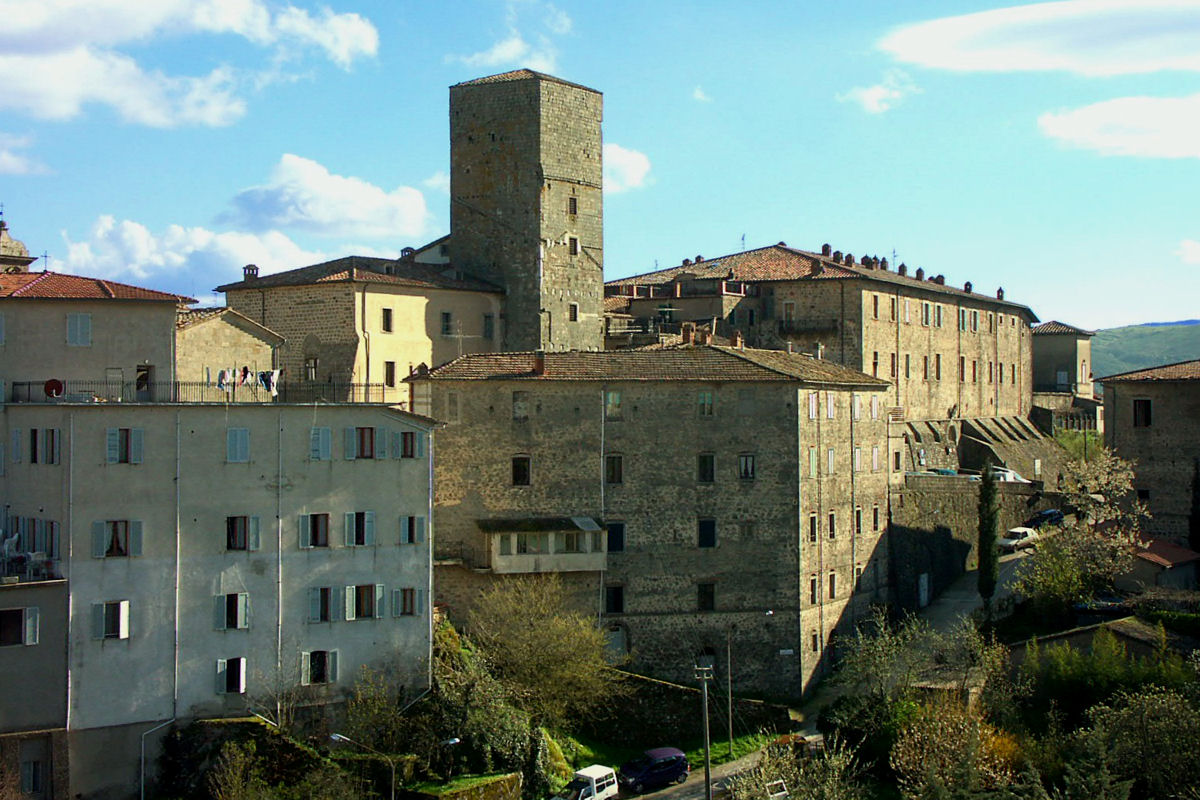
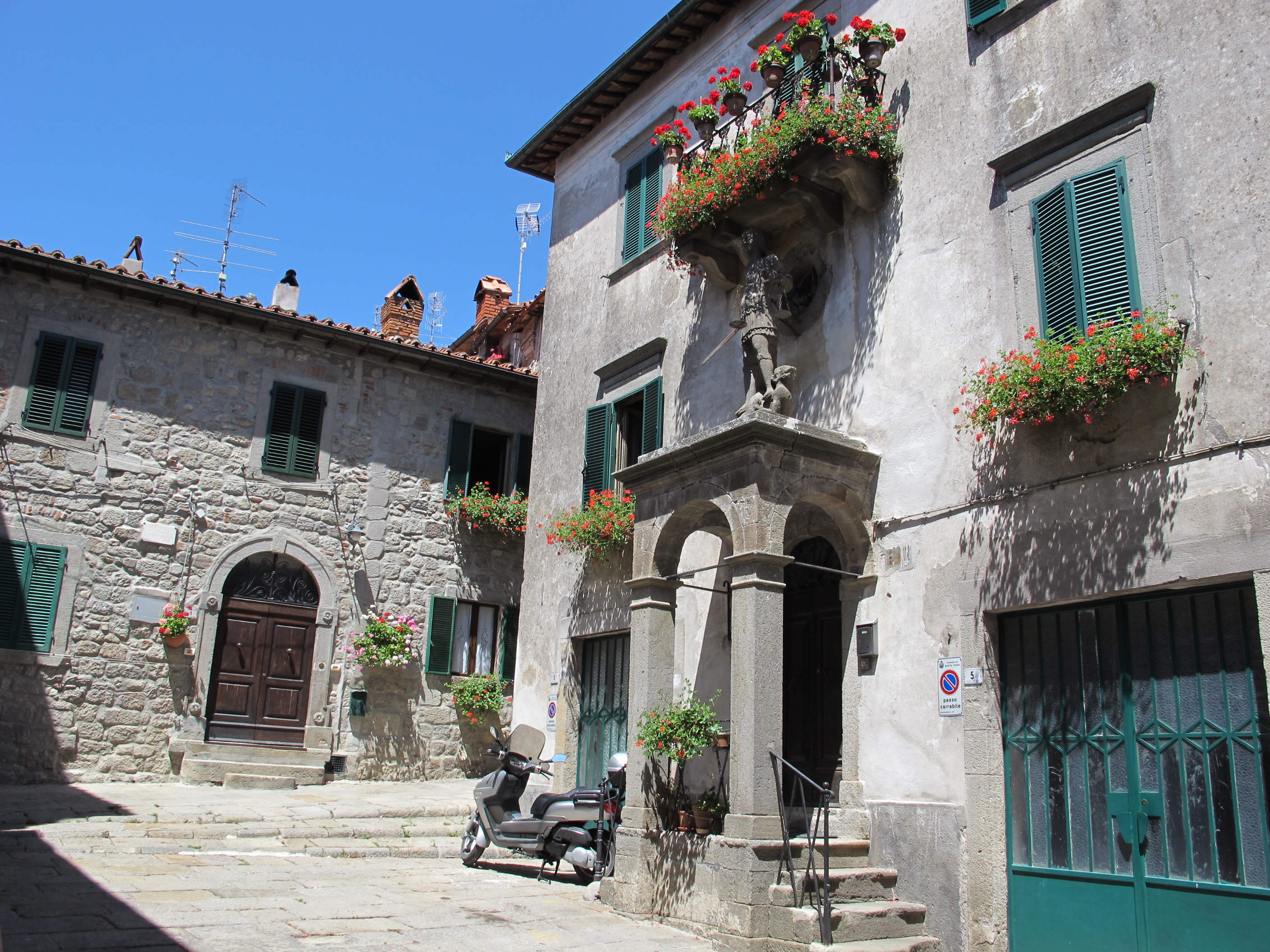
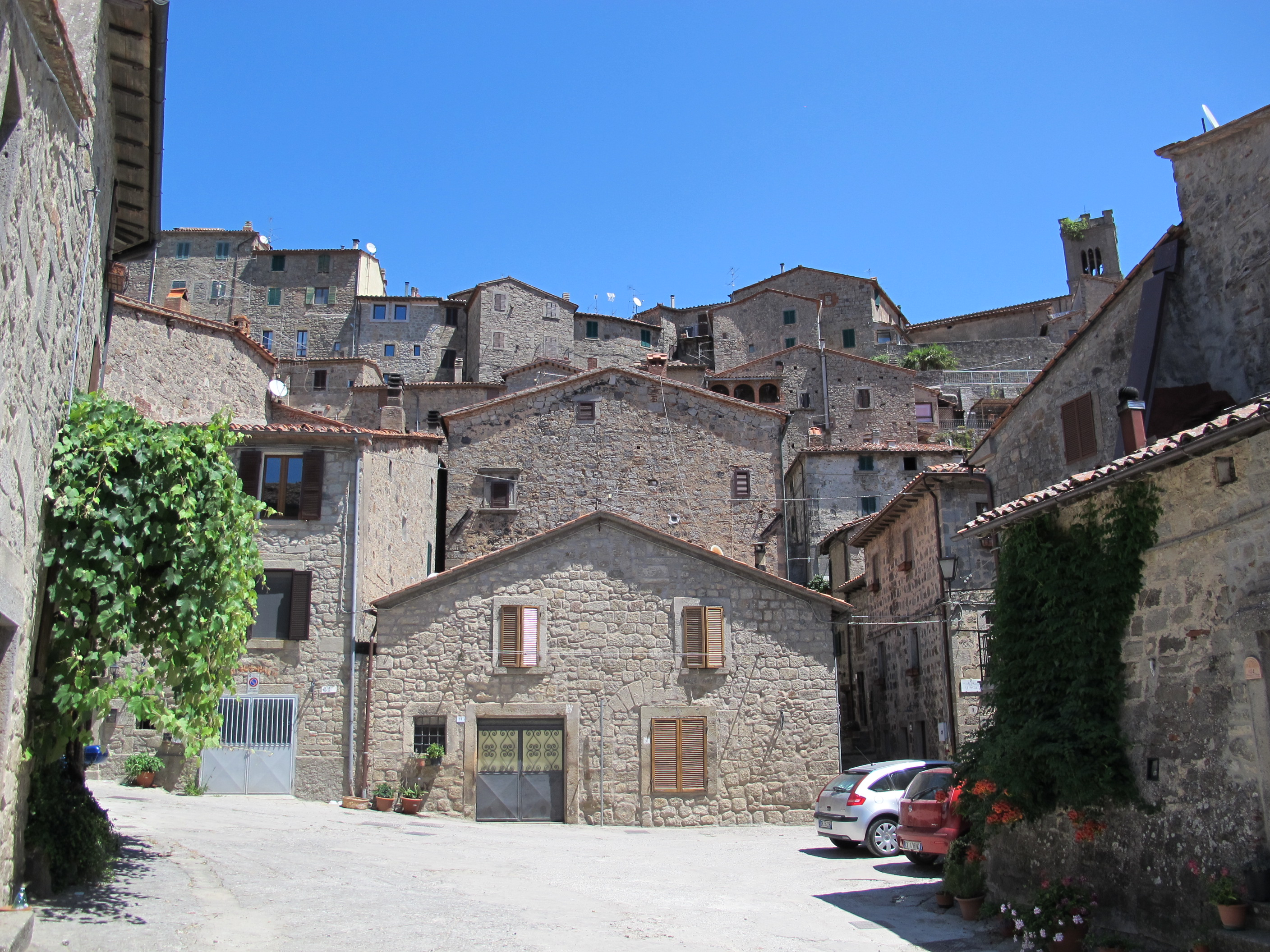
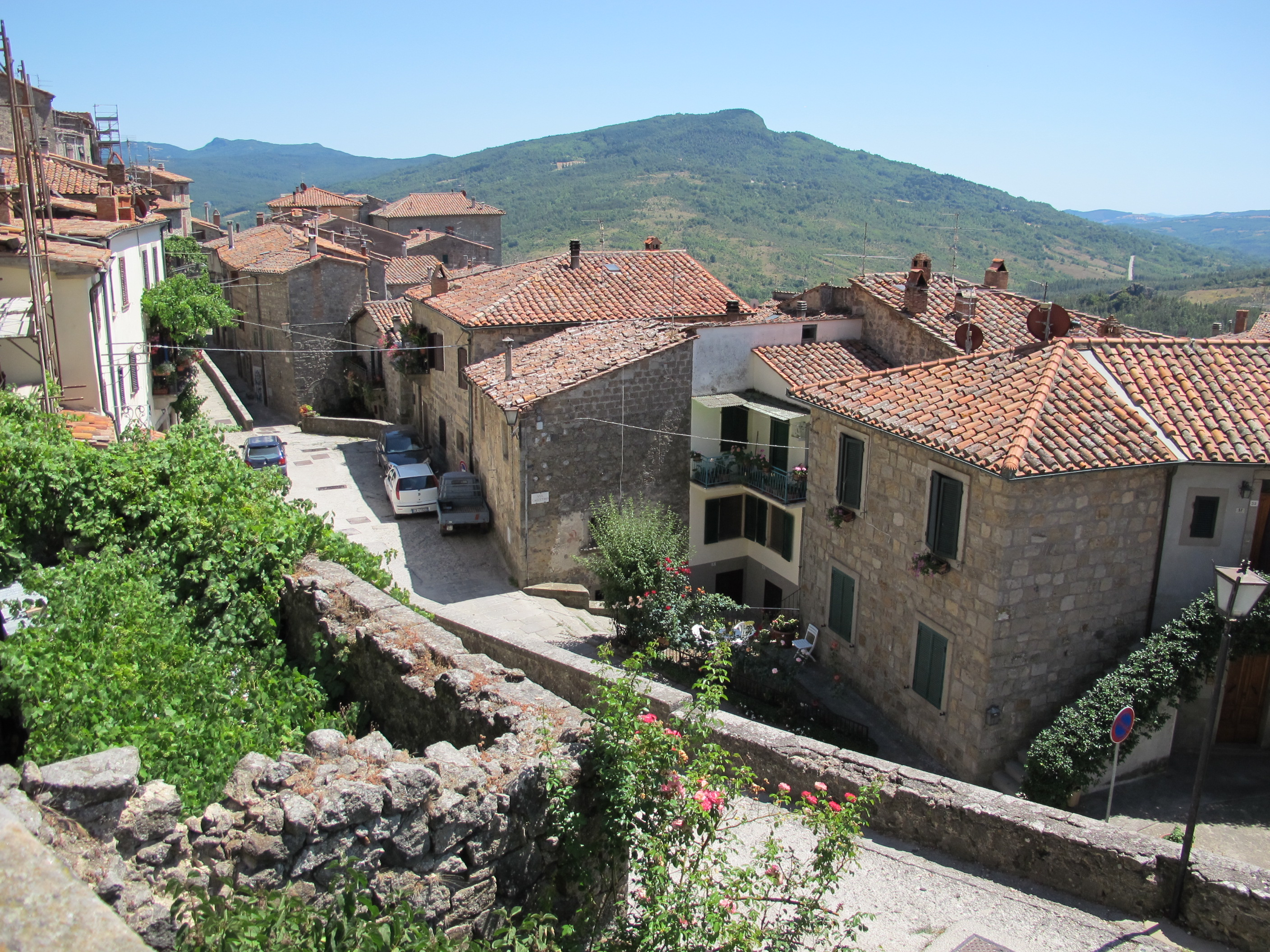
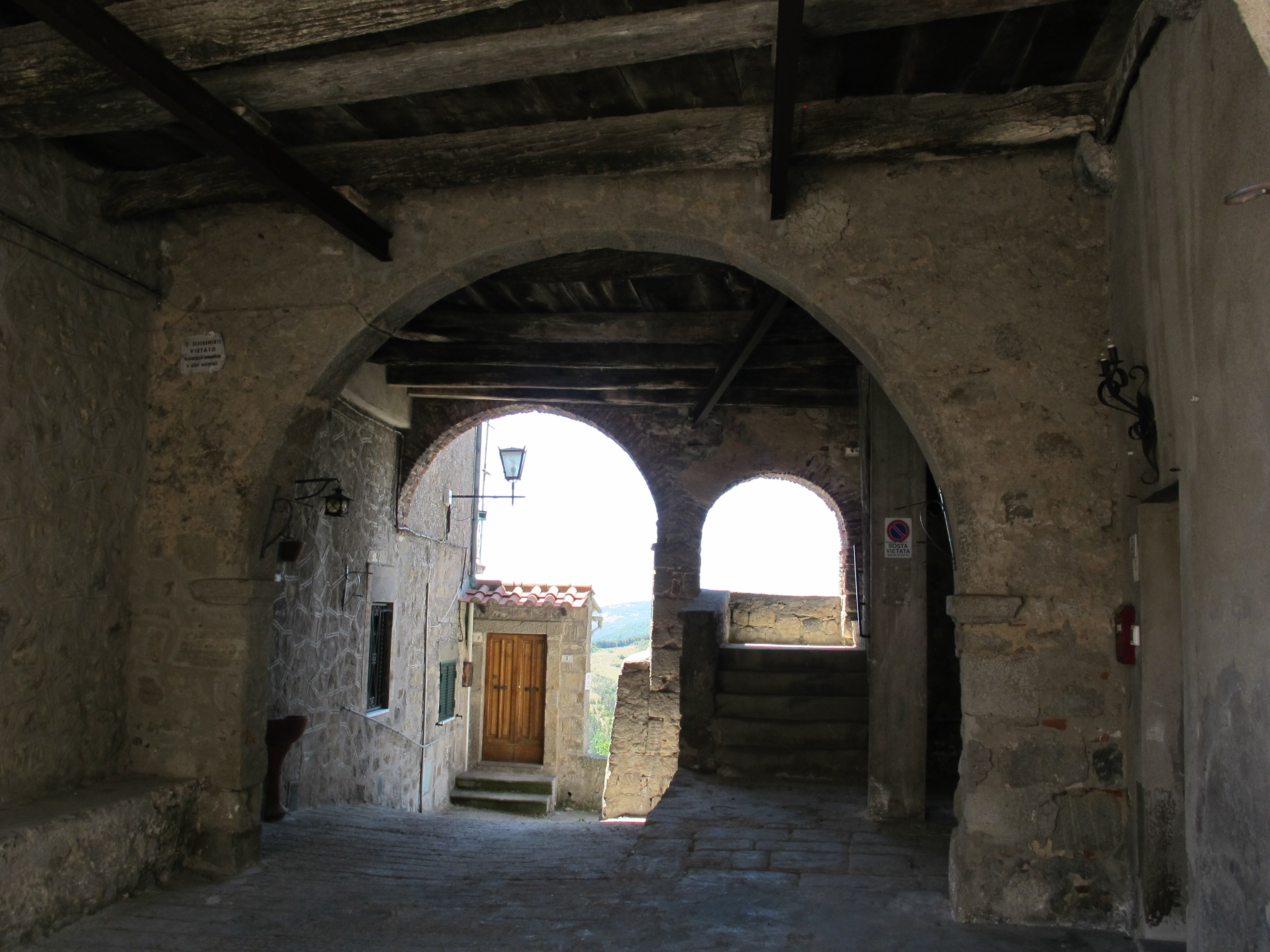
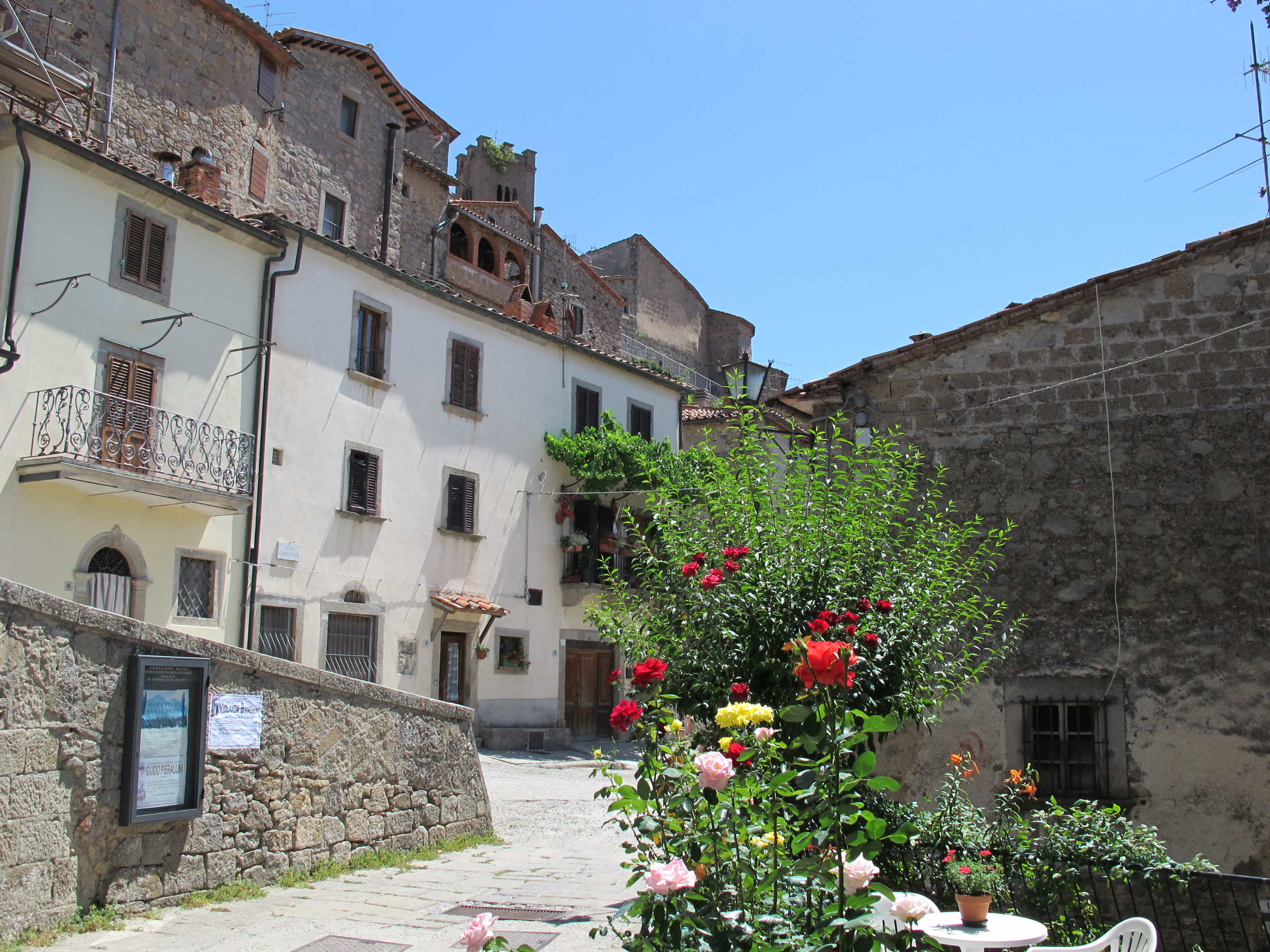
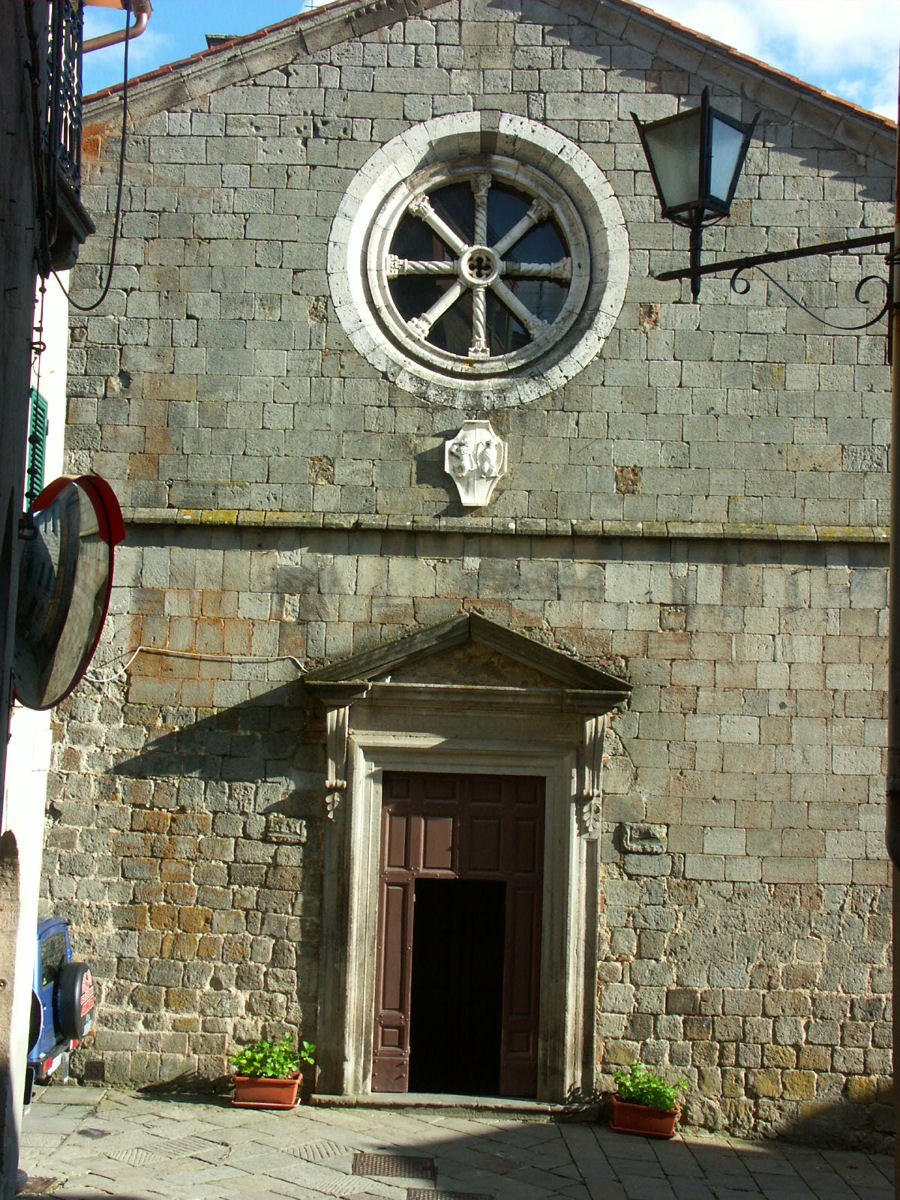
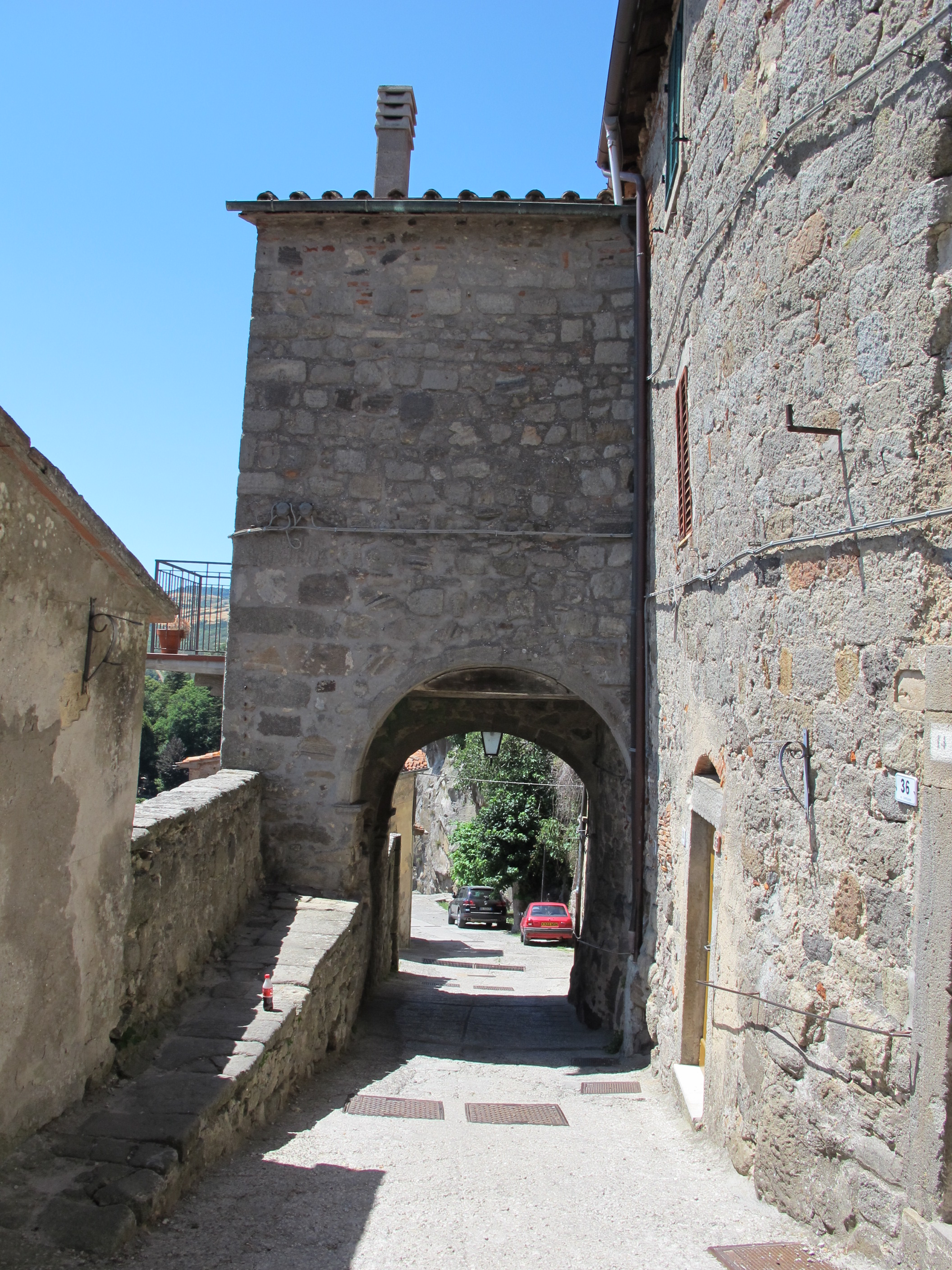
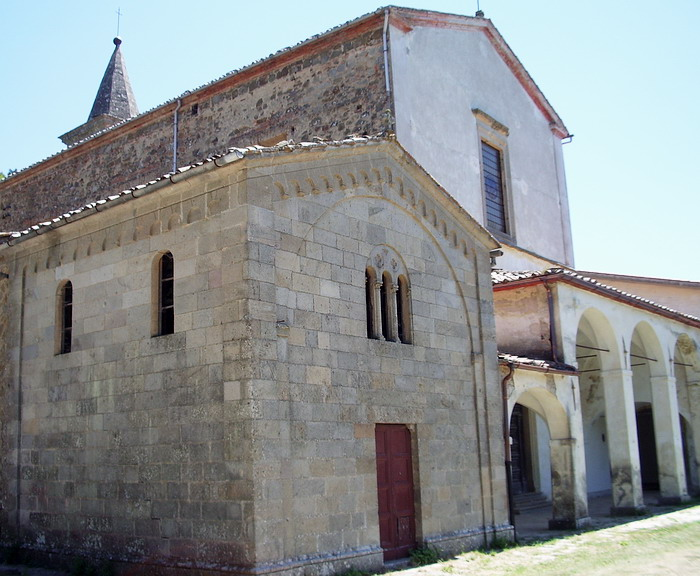
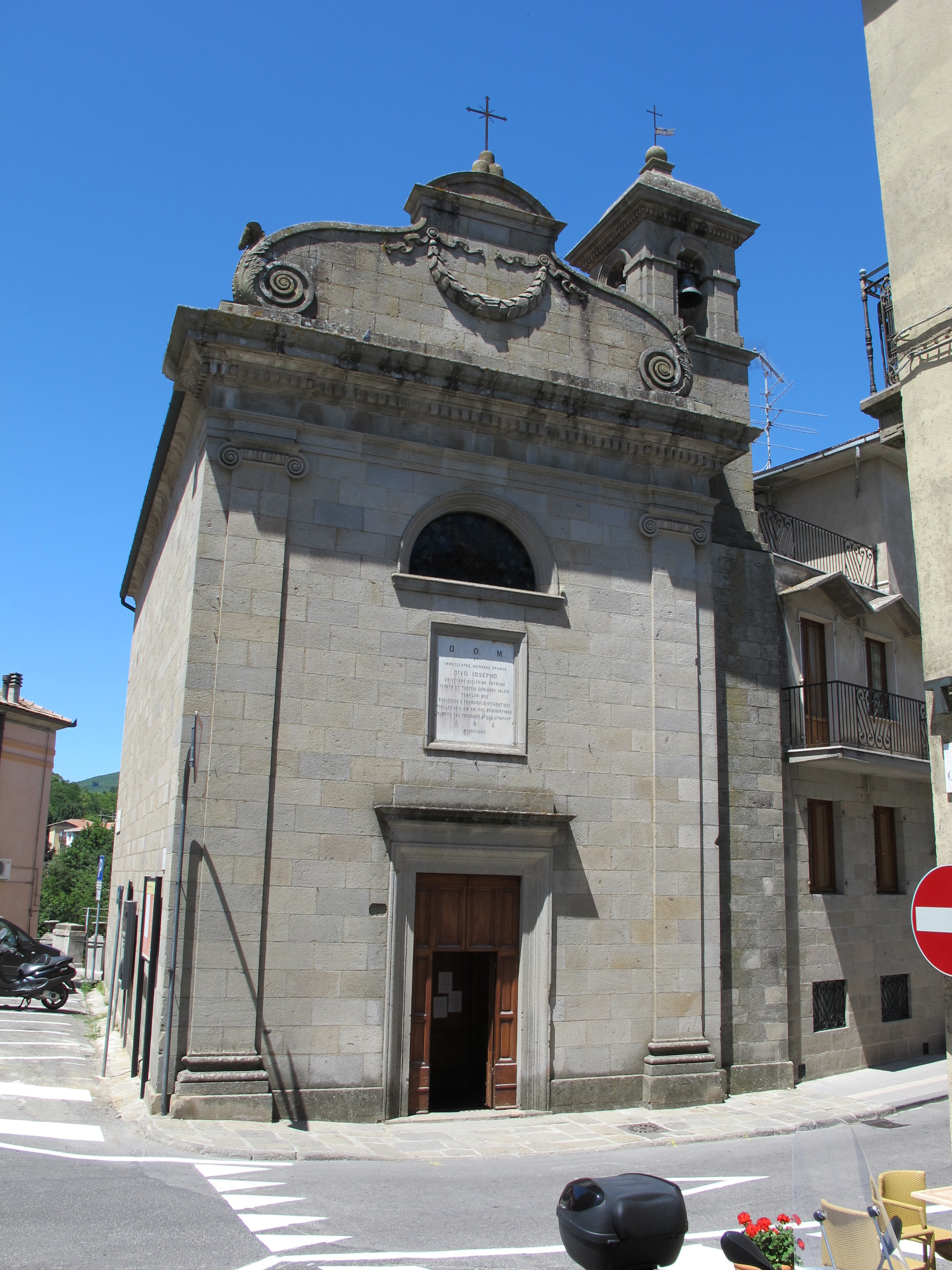
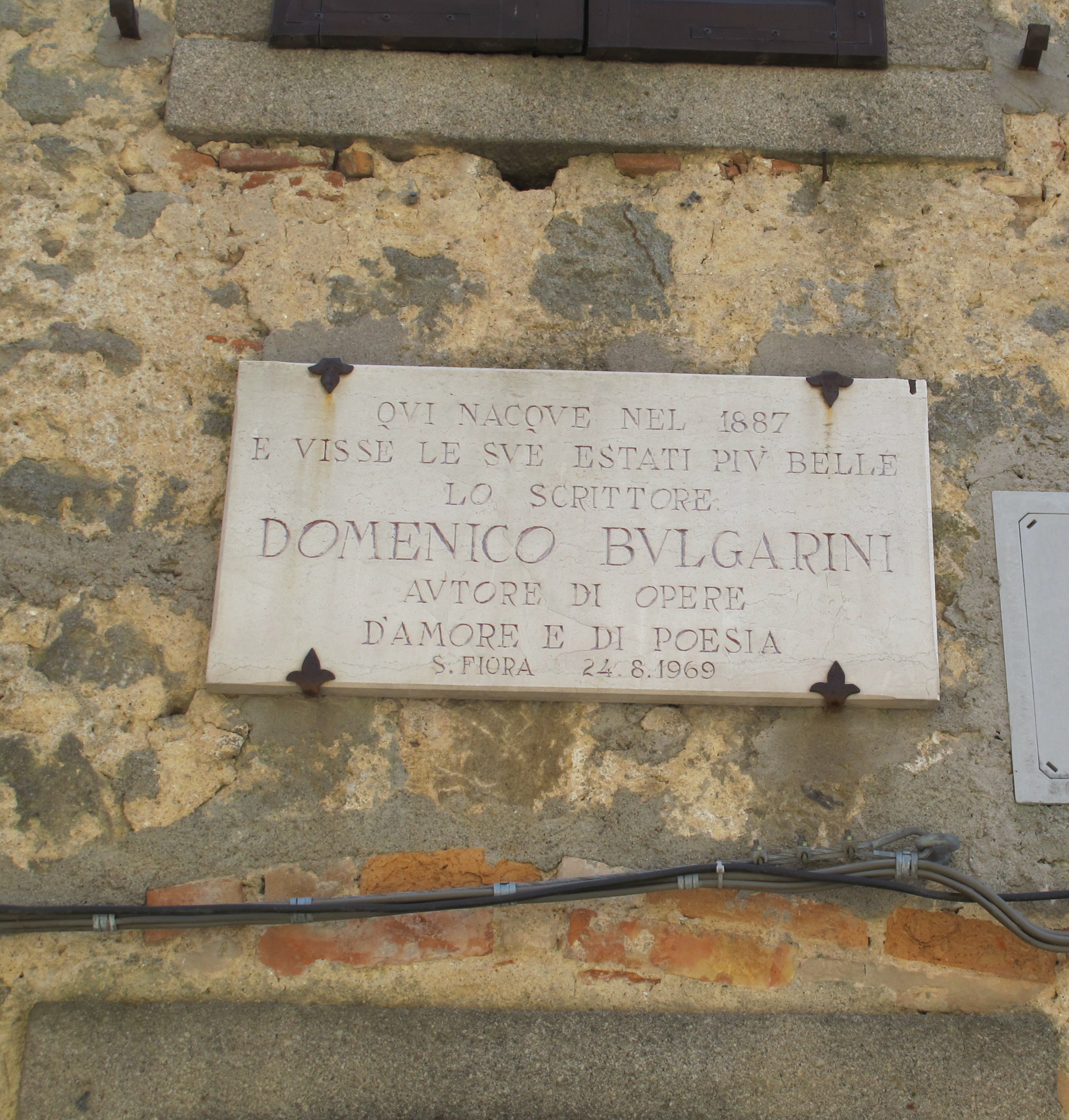
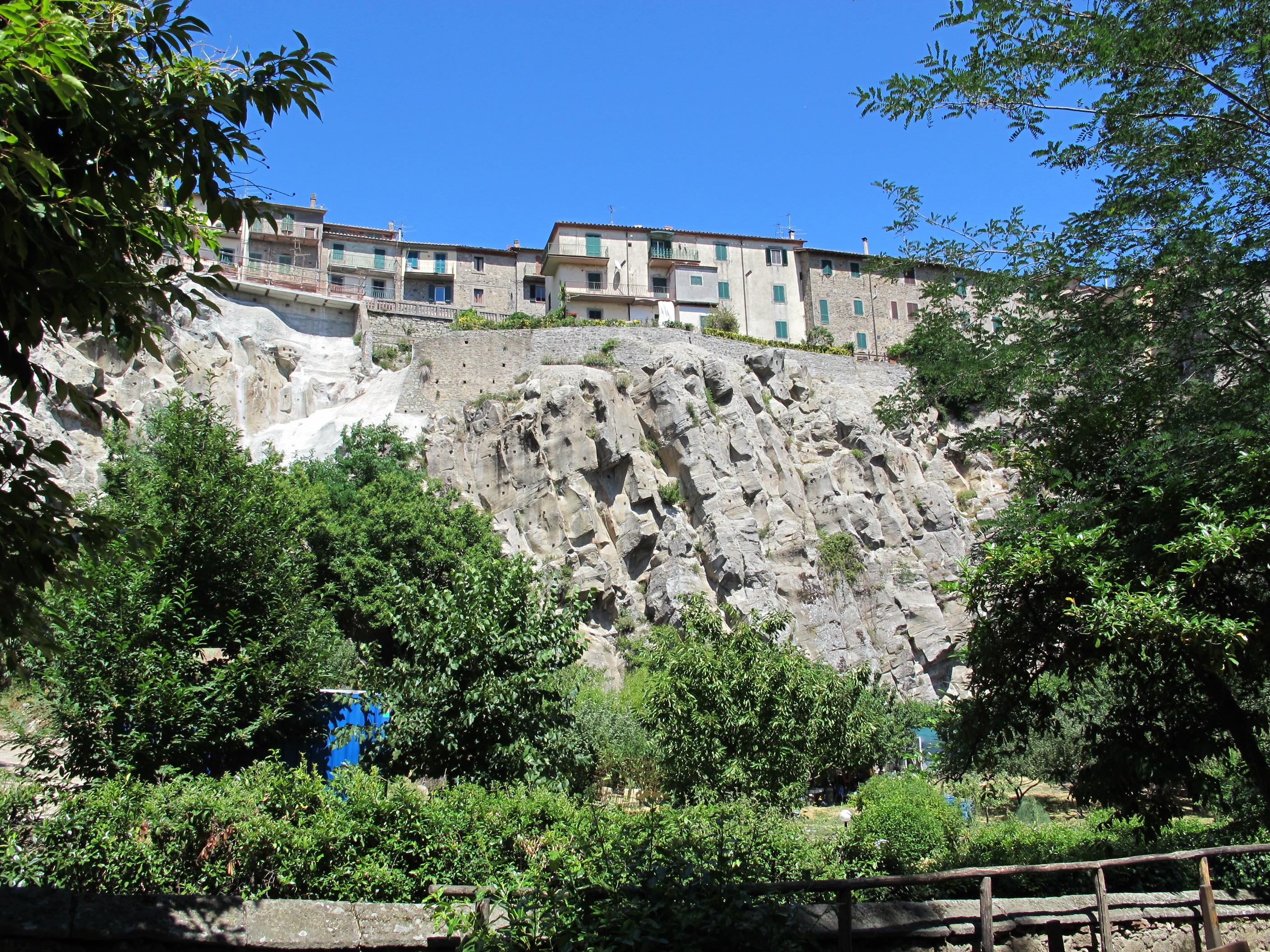
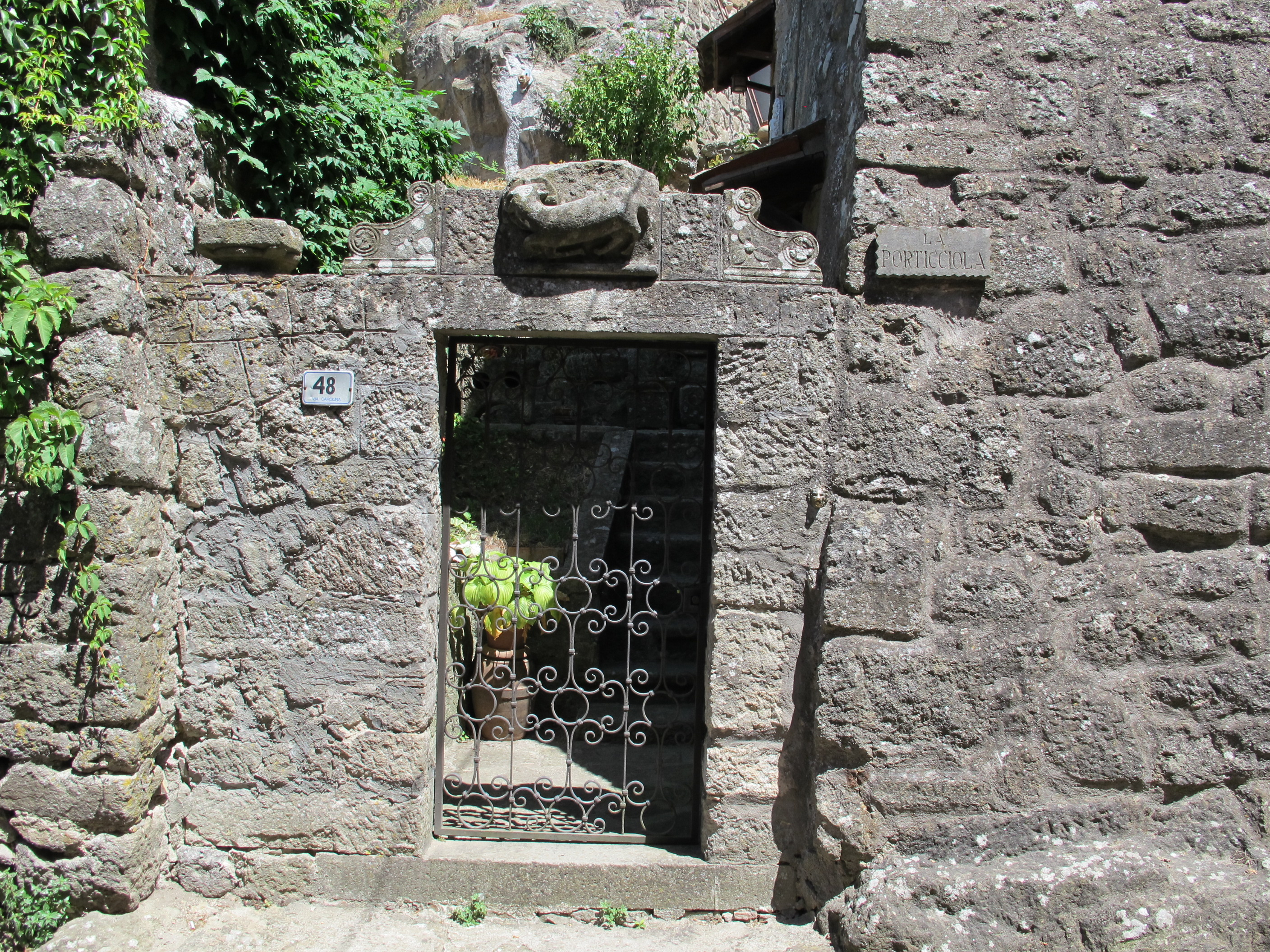
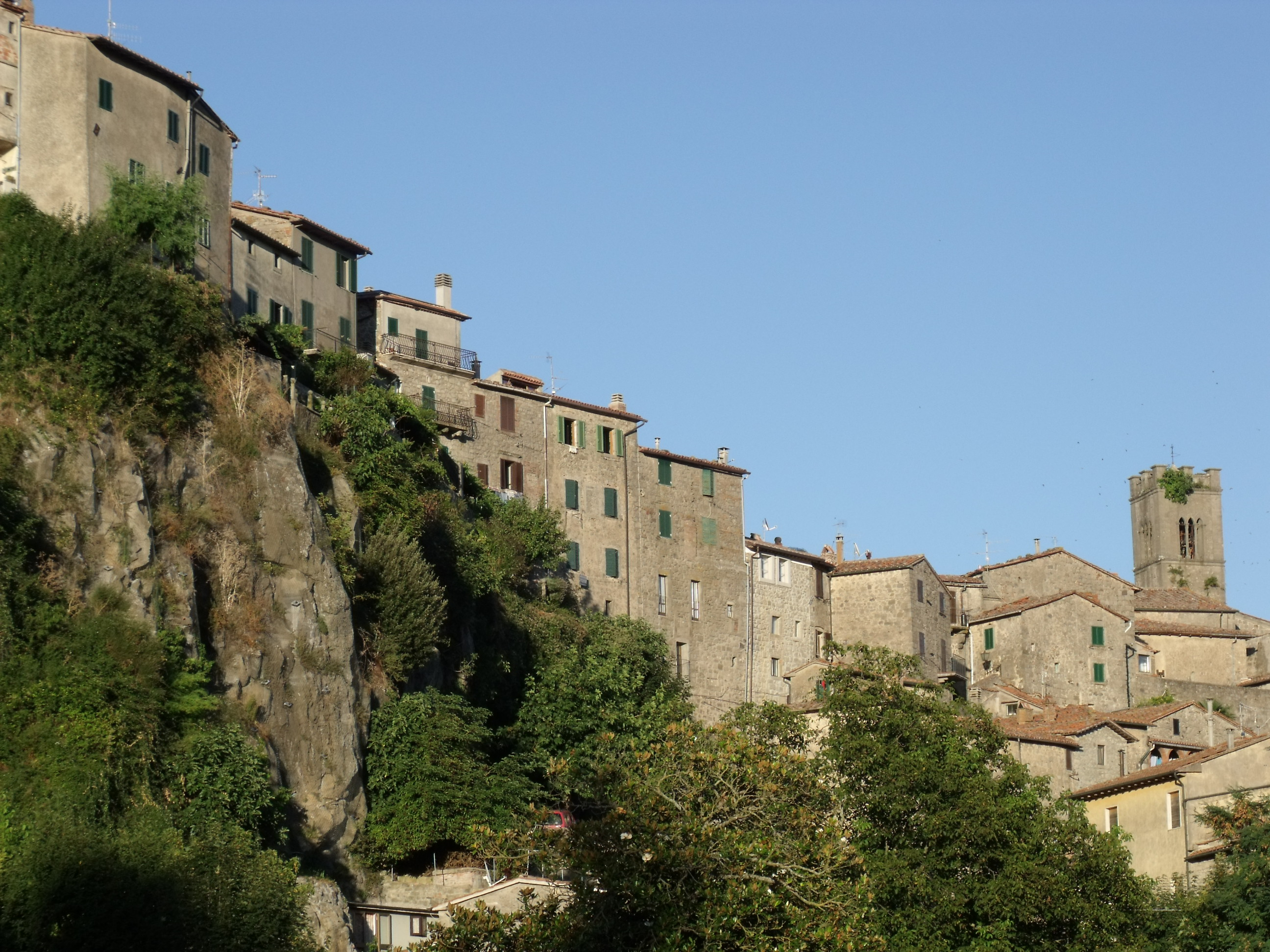